# 龍王院 (大田区)
龍王院（りゅうおういん）は、東京都大田区にある真言宗智山派の寺院。

## 概要
創建年代は不明であるが、1557年（弘治3年）に、当院に入った融恵が中興したとされていることから、戦国時代には既に存在していたと推測される。
「玉川弁財天」の上宮が置かれ、その別当寺になっていたため、大いに栄えたという。

## 交通アクセス
- 大鳥居駅より徒歩10分（経路案内）。
- 穴守稲荷駅より徒歩11分（経路案内）。